# 무프티

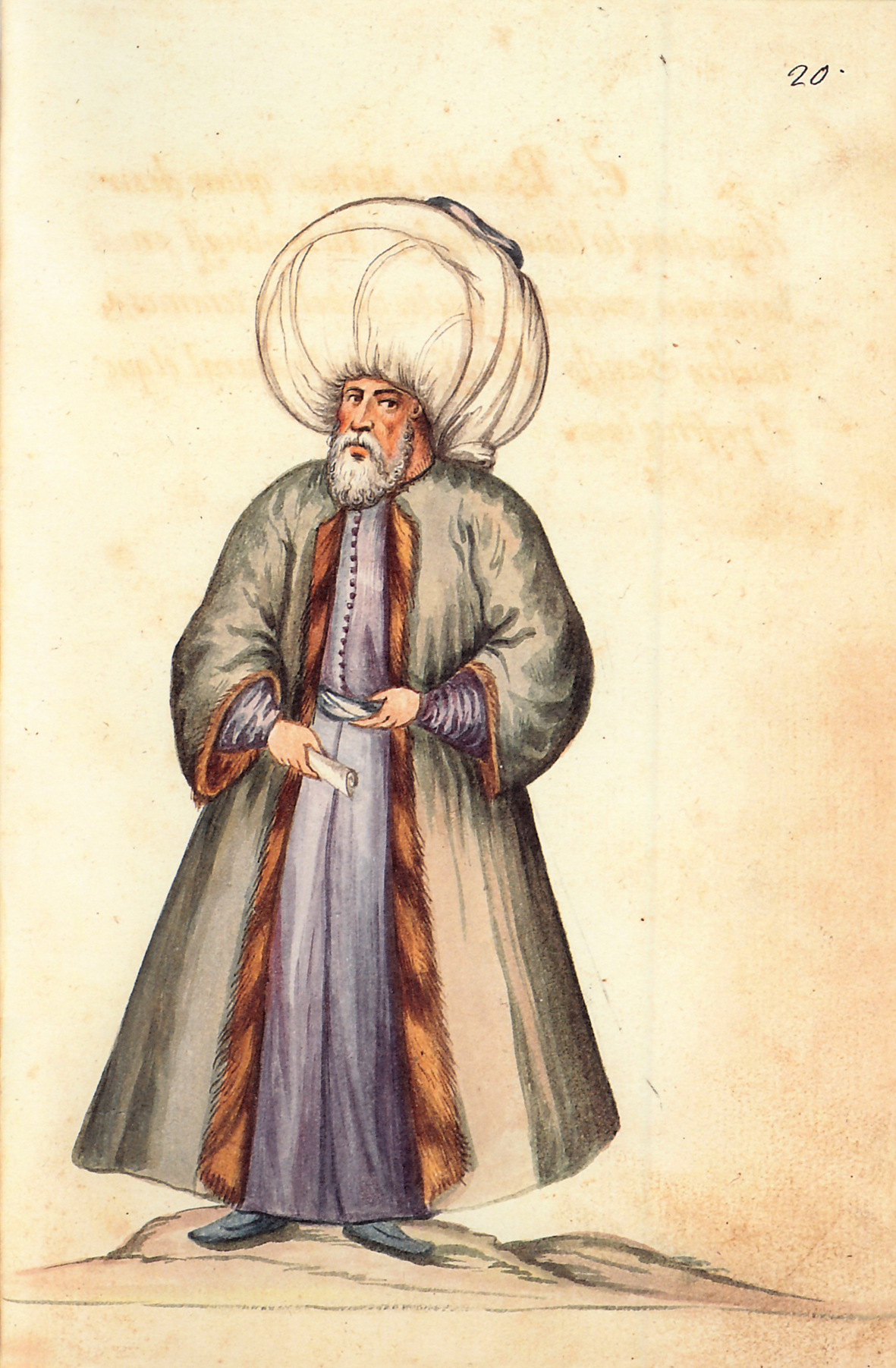
터키인 무프티

무프티(Mufti, 아랍어: مفتي)는 샤리아의 해설자이자 통역자에 해당하는 이슬람교의 법률가, 학자이다.

## 자격
무프티는 이프타라는 과정을 거쳐야 하며 이전의 학자들이 세워놓은 기준을 충족하기 위해 준비해야 한다. 총 5가지이다.
첫째: 무슬림이어야 한다.
둘째: 사춘기를 지난 나이어야 한다.
셋째: 믿음이 신실하며 원칙에 충실한 자여야 한다.
넷째: 이즈마. 대다수의 학자들이 동의하는 개념이다.
다섯째: 모든 지식인의 소양을 갖춰야 하며 선량한 자여야 한다. 실수를 많이 저지르는 사람은 적합하지 않음을 밝힌다.

## 같이 보기
- 대무프티
- 이맘